# Mount Rummage
Mount Rummage ist ein 1510 m hoher und kegelförmiger Berg aus nacktem Fels in der Britannia Range des Transantarktischen Gebirges. Er ragt an der Westseite des Ramseier-Gletschers auf.
Das Advisory Committee on Antarctic Names benannte ihn 1965 nach Laurence A. Rummage von der United States Navy, der 1965 an Transport- und Zeitplanungsoperationen im neuseeländischen Christchurch für die Operation Deep Freeze beteiligt war.